# Dani M
Daniel Simon Sebastian Monserrat, mer känd som Dani M, född 6 januari 1990 i Staffans församling i Gävle, är en svensk rappare och reggaesångare.
Han växte upp i Stenhagen i Uppsala med en finsk mor och en far från Venezuela. Han uppmärksammades i början av karriären när han släppte “Motstånd” och följde upp det med EP:n En sån som mej. 
Hans musiksamarbeten med Syster Sol på låten "Kärleksrevolt", och Kartellen på låten "Mina områden", vann båda priser och blev snabbt stora hits på radio, festivaler, i tv, och lyfte samtligas karriärer, varav den sistnämnda blev en av de mest spelade, populära låtarna inom modern svensk hiphop. Med över 300 miljoner lyssningar på Spotify har han haft hitlåtar som “Naiv”, "Aldrig igen", “Nån annan” och “Nya Sverige”. 
Dani M har upprepade gånger uppmärksammats i media för antisemitiska uttalanden samt spridande av sådana konspirationsteorier, men har själv bestridit att han hyser några sådana uppfattningar och svarat att han alltid står för alla folks lika värde och tar avstånd från all sorts rasism. Vissa av kritikerna ifrågasatte uppriktigheten i Dani M:s svar.
Han är yngre bror till rapparen Moncho.
2023 medverkade han i SVT-serien När hiphop tog över.

## Diskografi

### EP-skivor
| Datum | Titel          | Sverigetopplistan |
| ----- | -------------- | ----------------- |
| 2012  | En Sån Som Mej | 56                |

### Album
| Datum | Titel     | Sverigetopplistan |
| ----- | --------- | ----------------- |
| 2014  | Min Grind | 34                |
| 2018  | Pusher    | 2                 |
| 2022  | AMO       | 5                 |

### Singlar
| Datum | Titel                              | Sverigetopplistan |
| ----- | ---------------------------------- | ----------------- |
| 2013  | "Naiv" (feat. Jacco från Labyrint) | 15                |
| 2015  | "Nya Sverige"                      | 27                |
| 2015  | "Allting Jag Har"                  | 34                |
| 2016  | "Trivalitet"                       | 80                |
| 2019  | "F.A.M.E"(LeyLey)                  | 3                 |

### Inhopp
- 2019: "Vem är de" - Adel ft Dani M
- 2018: "Inte Meningen" - Z.E ft Dani M
- 2015: LöstFolk - Aina gillar reggae
- 2015: 100 000 stenar - Lani Mo ft. Dani M
- 2014: Dollar Bill - Bakom dig (med Aki från (Labyrint)
- 2014: Linda Pira - Shu katt
- 2014: Mohammed Ali - Vem lärde dig? (med Gee Dixon)
- 2014: Labyrint: Swerje
- 2014: Labyrint: Cypher i bunkern med (Linda Pira, Stor, Mohammed Ali och Carlito)
- 2014: Rhymes & Riddim - Spelar ingen roll (med Lani Mo)
- 2013: Sebbe Staxx - Så fort
- 2013: Sandro Acros Famme - Min familj
- 2013: Stor - Stolthet
- 2013: Stor - Pappas låt
- 2013: Ras Udo - Så lätt (med Moncho)
- 2013: Mohammed Ali - Vi e familj
- 2012: Sebbe Staxx - Mina områden
- 2012: Stor - Mitt folk (med Aki, Linda Pira och Natty Silver)
- 2012: Labyrint: Läs på
- 2012: Labyrint: Broder del. 2 (med Briz, Ras Daniel, Rootbound Williams, Kapten Röd, Essa Cham, Syster Sol, Slag från hjärtat, Donny Dread, General Knas, och Amsie Brown)
- 2012: Matte Caliste - Vid min sida (med Sebbe Staxx)
- 2012: Labyrint - Ortens favoriter - remix  (med Black Ghost, Stor, Aleks, Allyawan, Pase, Aladdin, JaQe
- 2012: labyrint - Välkommen hem
- 2012: Syster Sol - Kärleksrevolt (med Aki och General Knas)